# غونتر سيريس
غونتر سيريس هو سياسي ألماني، ولد في 18 يونيو 1910 في كريفلد في ألمانيا، وتوفي في 26 ديسمبر 1981 في Roth an der Our ‏ في ألمانيا. نشط حزبياً في الاتحاد الديمقراطي المسيحي. وقد انتخب ممثل الجمعية البرلمانية لمجلس أوروبا ‏ لترشحه ضمن قائمة ألمانيا، (28 أبريل 1958 – 1970) وانتخب نائب عن الجمعية البرلمانية لمجلس أوروبا ‏ لترشحه ضمن قائمة ألمانيا، (8 يناير 1957 – 14 يناير 1958) وانتخب عضو في البوندستاغ الألماني خلال فترته النيابية ‏ (7 سبتمبر 1949 – 7 سبتمبر 1953).